# وليم كارتر (مصور)
وليم كارتر (بالإنجليزية: William Carter)‏ هو مصور أمريكي، ولد في 25 ديسمبر 1934.

## وصلات خارجية
- الموقع الرسمي